# Hey Little Girl
Hey Little Girl is een nummer dat Iva Davies schreef voor het album Primitive Man (1982) van Icehouse. Davies was ten tijde van opname het enige lid van de band. Ken Forsey was de muziekproducent. Hey Little Man zou het eerste nummer zijn dat in Australië was opgenomen en de klanken van een LinnDrum (drummachine) bevatte en zette Icehouse op de muzikale kaart in Europa. Het nummer laat een mengeling horen van synthpop en new wave. Op 26 oktober 1982 werd het nummer eerst in Australië en Nieuw-Zeeland op single uitgebracht. Op 1 november dat jaar volgden Europa, de VS en Canada.
Het nummer kende diverse bewerkingen en stond ook 35 jaar later op het repertoire tijdens een reünieconcert.

## Achtergrond
Het nummer werd als tweede single van het album in diverse persingen op de markt gebracht. Er werden 7”-singles uitgegeven en 12”-singles en in 1997 een cd-single. Het nummer werd daarbij vaak gekoppeld aan Love in motion, dat niet op het album werd meegeperst, maar wel later de titel werd van sommige heruitgaven van Primitive man. De single haalde in diverse West-Europese landen noteringen in de hitparade met een uitschieter in Zwitserland waar de plaat de 2e positie wist te bemachtigen. Verder waren er noteringen in Australië (hoogste notering positie 7), Oostenrijk (9), België (13 in negen weken), Frankrijk (13), Duitsland (5), Ierland (15), Nieuw-Zeeland (9), Zweden (12) en het Verenigd Koninkrijk (17e positie in de UK Singles Chart).
In Nederland werd de overigens Duitse persing de best genoteerde single van Icehouse. De plaat werd op maandag 18 oktober 1982 door dj Frits Spits en producer-invaller Tom Blomberg in het populaire radioprogramma De Avondspits verkozen tot de 217e NOS Steunplaat van de week op Hilversum 3 en werd een radiohit in de destijds drie landelijke hitlijsten op de nationale publieke popzender. De plaat bereikte de 12e positie in zowel de Nederlandse Top 40 als de Nationale Hitparade. In de TROS Top 50 werd de 13e positie bereikt. In de Europese hitlijst op Hilversum 3, de TROS Europarade, werd de 16e positie bereikt.
In België bereikte de plaat de 13e positie in de voorloper van de Vlaamse Ultratop 50 en de 16e positie in de Vlaamse Radio 2 Top 30. In Wallonië werd géén notering behaald.    
De vinylsingle was gestoken in een hoes gerelateerd aan de hoes van het studioalbum.